# Lobelia lisowskii
Lobelia lisowskii är en klockväxtart som beskrevs av Mats Thulin. Lobelia lisowskii ingår i släktet lobelior, och familjen klockväxter.
Artens utbredningsområde är Kongo-Kinshasa. Inga underarter finns listade i Catalogue of Life.